# Pneumatopteris basicurtata
Pneumatopteris basicurtata är en kärrbräkenväxtart som beskrevs av Holtt. Pneumatopteris basicurtata ingår i släktet Pneumatopteris och familjen Thelypteridaceae. Inga underarter finns listade.